# Rudolf Möller (Schauspieler)
Rudolf Möller (* 18. August 1914 in Elmshorn; † 16. Januar 2008 in Hamburg) war ein deutscher Schauspieler, Hörspielsprecher und Genealoge.

## Leben
Rudolf Möller wurde 1914 in Elmshorn in Schleswig-Holstein geboren und kam erst spät zur Schauspielerei. Zunächst erlernte er den Beruf des Drogisten, den seine Eltern für ihn vorgesehen hatten.
Als Soldat geriet er im Zuge des Zweiten Weltkrieges in sowjetische Kriegsgefangenschaft und wurde in Kiew interniert. Hier gehörte er zu den Mitbegründern einer selbstorganisierten zwölfköpfigen Gruppe, die regelmäßige Unterhaltungsprogramme zur Stabilisierung der Mitgefangenen vorbereitete und aufführte. Bei den Darbietungen im Lager fungierte er als Conférencier.
Nach seiner Rückkehr nach Deutschland Ende der 1940er Jahre ließ sich Möller, den die künstlerische Arbeit in der Gefangenschaft geprägt hatte, in Hamburg zum Schauspieler ausbilden. Öffentliche Auftritte als Bühnendarsteller folgten zwischen 1952 und 1955 in Cuxhaven innerhalb des Ensembles „Das Schauspiel“. Weitere frühe Engagements hatte er zum Beispiel am Landestheater Detmold und an der Landesbühne Rendsburg.
Ab 1958 lebte Möller in Hamburg, wo er an etlichen Theatern arbeitete, so am Ernst-Deutsch-Theater und ab Mitte der 1960er Jahre auch Jahrzehnte am Ohnsorg-Theater. Eine Reihe seiner Auftritte hier sind als Fernsehaufzeichnungen oder Schallplattenaufnahme erhalten geblieben. Mit der Zeit zählte ihn die Hamburger Presse „zu den verläßlichen Stützen der Hamburger Theaterlandschaft“. Schon Ende der 1950er Jahre hatte Möller als Hörspielsprecher auch zum Radio gefunden (z. B. Gestatten, mein Name ist Cox, 1959, Regie: S. O. Wagner). Gemeinsam mit dem Ensemble des Ohnsorg-Theaters trat er auch in mehreren Mundart-Hörspielen vor die Mikrophone. Hier hörte man ihn beispielsweise 1967 mit Otto Lüthje, Erna Raupach-Petersen und Werner Riepel in Gorch Focks niederdeutschem Singspiel De Keunigin von Honolulu. Bereits ein Jahr zuvor konnte man ihn in gleicher Rolle in einer hochdeutschen Fassung des Stücks in einer Fernsehaufzeichnung aus dem Ohnsorg-Theater erleben.
Darüber hinaus war der Schauspieler seit den 1960er Jahren regelmäßig als Gastdarsteller in so unterschiedlichen Fernsehserien wie Das Kriminalgericht (1964), Intercontinental Express (1966), Polizeifunk ruft (1969), Bauern, Bonzen und Bomben (1973), Im Auftrag von Madame (1975), Die Schwarzwaldklinik (1991) und Großstadtrevier (1991) zu sehen. Er spielte auch Kinorollen, u. a. in dem Lilli-Palmer-Skandalfilm Frau Warrens Gewerbe und dem Edgar-Wallace-Klassiker Die Bande des Schreckens (beide 1960). Ebenso war er in diversen Fernsehfilmen als Darsteller zu sehen, den von Wolfgang Petersen inszenierten Tatort: Nachtfrost (1974) eingeschlossen.
Einen großen Fernsehauftritt hatte er in seinen späteren Jahren auch als Co-Moderator von Dieter Thomas Heck in der ersten Sendung der großen ZDF-Unterhaltungsshow Melodien für Millionen, in welcher er Vico Torrianis Interpretation der Capri-Fischer ansagte. Bei den Karl-May-Spielen in Bad Segeberg war der Schauspieler, der ein leidenschaftlicher Reiter war, überdies lange Jahre für die Reitausbildung zahlreicher weniger reiterfahrener Kollegen zuständig.
Die in seiner Freizeit betriebene umfangreiche Arbeit als Genealoge und Heimatkundler fand u. a. Niederschlag in zahlreichen Veröffentlichungen der Zeitschrift für niederdeutsche Familienkunde, in der 1994 (zu seinem achtzigsten Geburtstag) auch eine Auswahlbibliographie der genealogischen Veröffentlichungen Möllers publiziert wurde. Als bedeutend gilt seine Arbeit und Sammlung zur nordelbischen Pastorengeschichte.
Außerdem setzte sich Möller für die Pflege der niederdeutschen Sprache ein und führte in diesem Zusammenhang zahlreiche Lesungen durch. Schon seit Anfang der 1960er Jahre hatte man seine Stimme regelmäßig im niederdeutschen Hörspiel vernommen. Gern las der Schauspieler bis ins eigene hohe Alter auch plattdeutsche Texte in Altenheimen vor. Die Schauspielerei blieb ihm ebenso ein Herzensanliegen, wobei sein Spielalter zuletzt oft um einiges jünger als sein tatsächliches Alter war.
Möller war verheiratet und Vater von vier Töchtern. Er lebte in Hamburg-Eidelstedt. Der vor allem in Hamburg prominente Schauspieler verstarb im Jahr 2008 im Alter von dreiundneunzig Jahren.

## Filmografie (Auswahl)
- 1960: Frau Warrens Gewerbe
- 1962: Stahlnetz: Spur 211
- 1963: Hafenpolizei – Der chinesische Koch
- 1964: Das Kriminalgericht – Der Fall Krantz
- 1964: Hafenpolizei – Quarantäne
- 1965: Das unverschämte Glück, ein Mann zu sein – Indiskretionen eines Adams von heute
- 1966: Der Fall Hau
- 1966: Die Königin von Honolulu
- 1966: Intercontinental Express – Reise an die Grenze
- 1967: Polizeifunk ruft – Gefährlicher Spaziergang
- 1967: Großer Mann was nun?
- 1969: Gnade für Timothy Evans
- 1969: Polizeifunk ruft – Das Messer
- 1969: Polizeifunk ruft – Weiße Rosen um halb zehn
- 1970: Miss Molly Mill – Bombenshow
- 1972: Das Herrschaftskind
- 1973: Hamburg Transit – Fundsache
- 1973: Bauern, Bonzen und Bomben
- 1973: Brand-Stiftung
- 1973: Das Hörrohr
- 1974: Tatort – Nachtfrost
- 1975: Im Auftrag von Madame – Der Stein des Anstoßes
- 1976: Wenn der Hahn kräht
- 1981: Der Fuchs von Övelgönne – Entscheidung bei Windstärke 9
- 1981: Das Kuckucksei
- 1982: Mein Sohn, der Herr Minister
- 1988: Die Schwarzwaldklinik – Carola will nach oben
- 1991: Großstadtrevier – Lügenbarone
- 1994: Tatort: Singvogel

## Hörspiele
- 1949: Schiff ohne Hafen – Regie: Fritz Schröder-Jahn
- 1950: Ein Tag wie morgen – Regie: Fritz Schröder-Jahn
- 1950: Das Hopkins-Manuskript – Regie: Gustav Burmester
- 1950: Sam Smalls Abenteuer – Regie: Kurt Reiss
- 1950: Kirschen für Rom – Regie: Arno Assmann
- 1956: De ruge Hoff – Regie: Hans Tügel
- 1959: Vun den Padd af – Regie: Hans Tügel
- 1959: Gestatten, mein Name ist Cox (3. Staffel: 7. Teil: Rien ne vas plus) – Regie: S. O. Wagner
- 1960: Besuch am Abend (aus der Reihe: Die Jagd nach dem Täter) – Regie: S. O. Wagner
- 1961: Een Handbreet wieder – Regie: Rudolf Beiswanger
- 1962: Die Times (aus der Reihe: Die Jagd nach dem Täter) – Regie: S. O. Wagner
- 1962: Dat letzt vull Glas – Regie: Hans Tügel
- 1962: Dat Düvelsspill – Regie: Hans Tügel
- 1963: Schattenspiele – Regie: Kraft-Alexander zu Hohenlohe-Oehringen
- 1963: Die Tour (aus der Reihe: Die Jagd nach dem Täter) – Regie: S. O. Wagner
- 1963: Gegen de Vörschrift – Regie: Curt Timm
- 1964: Der Sklave (aus der Reihe: Abenteuer der Zukunft) – Regie: S. O. Wagner
- 1964: Strand der Fremden – Regie: Gert Westphal
- 1966: De hölten Deern – Regie: Günther Siegmund
- 1967: Dat weer de Nachtigall, de sung – Regie: Curt Timm
- 1967: De Keunigin von Honolulu – Regie: Günther Siegmund
- 1969: Anstahn – Regie: Curt Timm
- 1969: Aflopen Water – Regie: Curt Timm
- 1969: Nawerslüüd – Regie: Günther Siegmund
- 1970: Keen Weg torügg – Regie: Jutta Zech und Heinz Lanker
- 1970: De Lindenbööm – Regie: Günther Siegmund
- 1971: Twee linke Hannen – Regie: Günther Siegmund
- 1971: De Trepp – Regie: Hans Tügel
- 1972: Lehrjohrn – Regie: Rudolf Beiswanger
- 1973: To laat? – Regie: Karl-Heinz Kreienbaum
- 1978: Camper-Korl sien tweten Droom – Regie: Heinz Lanker